# Phyllodoce elongata
Phyllodoce elongata är en ringmaskart som först beskrevs av Imajima 1967.  Phyllodoce elongata ingår i släktet Phyllodoce och familjen Phyllodocidae. Inga underarter finns listade i Catalogue of Life.